# Eduardo Mendicutti
Œuvres principales
L'Ange négligé
Eduardo Mendicutti, né le 24 mars 1948 à Sanlúcar de Barrameda (Cadix), est un écrivain et journaliste espagnol.

## Biographie
Aîné de huit enfants, il fait ses études dans un collège religieux de Jerez de la Frontera, puis s'installe en 1972 à Madrid, où il devient journaliste. 
Il obtient le prix Sésame avec son premier roman, Tatuaje, qui est censuré et demeure inédit. Il est ensuite publié par un éditeur reconnu, les éditions Tusquets. Dès lors, il devient connu en Espagne pour ses romans à l'humour doux-amer, peuplés d'homosexuels et de transsexuels, dont Yo no tengo la culpa por haber nacido tan sexy (1997). 
Il est finaliste au prix du Sourire vertical pour son roman érotique Siete contra Georgia en 1987 et lauréat du prix Andalousie de la critique (es) pour L'Ange négligé (El ángel descuidado) en 2002.
En 1995, le réalisateur Jaime de Armiñán adapte au cinéma le roman Le Pigeon boiteux (El palomo cojo), paru en 1991. En 2002, le réalisateur Eloy de la Iglesia adapte le roman Los novios búlgaros (1993), film sorti en France en 2002 sous le titre L'Amant bulgare.
Chroniqueur au journal El Mundo, Eduardo Mendicutti est également collaborateur au magazine gay Zero, en plus d'être commentateur à la télévision espagnole.

## Œuvre
- Tatuaje (1973)
- Cenizas (1974)
- Una mala noche la tiene cualquiera (1982) Publié en français sous le titre Une sale nuit, traduit par Denise Laroutis, Paris, Christian Bourgois éditeur, 1992  (ISBN 2-267-00845-9)
- Última conversación (1984)
- El salto del ángel (1985)
- Siete contra Georgia (1987)
- Tiempos mejores (1989)
- El palomo cojo (1991) Publié en français sous le titre Le Pigeon boiteux, traduit par Denise Laroutis, Paris, Christian Bourgois éditeur, 1995  (ISBN 2-267-01282-0)
- Los novios búlgaros (1993)
- Fuego de marzo (1995), nouvelles
- Yo no tengo la culpa de haber nacido tan sexy (1997)
- El beso del cosaco (2000)
- El ángel descuidado (2002) Publié en français sous le titre L'Ange négligé, traduit par M.-L. Diaz et L. Harmegnies, Avin, éditions Luce Wilquin, coll. « Traductions », 1990  (ISBN 978-2-88253-247-3)
- Duelo en Marilyn City (2003)
- La Susi en el vestuario blanco (2003). Chroniques publiées dans le journal El Mundo
- California (2005)
- Ganas de hablar (2008)